# Campeonato Mundial de Atletismo de 2013 - 100 m feminino
A prova dos 100 metros feminino do Campeonato Mundial de Atletismo de 2013 foi disputada entre 11 e 12 de agosto no Estádio Lujniki, em Moscou.

## Recordes
Antes desta competição, os recordes mundiais e do campeonato nesta prova eram os seguintes.
| Tipo                  | Atleta                   | Tempo | Local        | Data                 | Ref |
| --------------------- | ------------------------ | ----- | ------------ | -------------------- | --- |
|                       | Florence Griffith Joyner | 10.49 | Indianápolis | 16 de julho de 1988  | ver |
| Recorde do campeonato | Marion Jones             | 10.70 | Sevilha      | 28 de agosto de 1999 | ver |

## Medalhistas
| Ouro                          | Prata                 | Bronze                |
| Shelly-Ann Fraser-Pryce (JAM) | Murielle Ahouré (CIV) | Carmelita Jeter (USA) |

## Cronograma
| Data         | Hora  | Evento    |
| ------------ | ----- | --------- |
| 11 de agosto | 11:55 | Baterias  |
| 12 de agosto | 19:35 | Semifinal |
| 12 de agosto | 21:50 | Final     |

Todos os horários são horas locais (UTC +4)

## Resultados

### Baterias
Qualificação: Os 3 de cada bateria (Q) e os 6 mais rápidos (q) avançam para a semifinal. 
Vento: Bateria 1: −0.3 m/s, Bateria 2: −0.4 m/s, Bateria 3: −0.5 m/s, Bateria 4: −0.3 m/s, Bateria 5: −0.6 m/s, Bateria 6: −0.6 m/s
| Classificação | Bateria | Nome                    | Nacionalidade            | Tempo | Notas |
| ------------- | ------- | ----------------------- | ------------------------ | ----- | ----- |
| 1             | 3       | English Gardner         | Estados Unidos           | 10.94 | Q     |
| 2             | 2       | Kerron Stewart          | Jamaica                  | 11.02 | Q     |
| 3             | 5       | Blessing Okagbare       | Nigéria                  | 11.03 | Q     |
| 4             | 5       | Ana Cláudia Lemos       | Brasil                   | 11.08 | Q     |
| 5             | 1       | Verena Sailer           | Alemanha                 | 11.11 | Q     |
| 6             | 2       | Alexandria Anderson     | Estados Unidos           | 11.13 | Q     |
| 7             | 4       | Shelly-Ann Fraser-Pryce | Jamaica                  | 11.15 | Q     |
| 8             | 1       | Octavious Freeman       | Estados Unidos           | 11.16 | Q     |
| 9             | 4       | Franciela Krasucki      | Brasil                   | 11.17 | Q     |
| 10            | 3       | Ivet Lalova             | Bulgária                 | 11.18 | Q     |
| 11            | 5       | Schillonie Calvert      | Jamaica                  | 11.20 | Q     |
| 12            | 6       | Murielle Ahouré         | Costa do Marfim          | 11.22 | Q     |
| 13            | 1       | Ezinne Okparaebo        | Noruega                  | 11.23 | Q, SB |
| 14            | 6       | Carmelita Jeter         | Estados Unidos           | 11.24 | Q     |
| 15            | 4       | Gloria Asumnu           | Nigéria                  | 11.27 | Q, SB |
| 16            | 4       | Nataliya Pohrebnyak     | Ucrânia                  | 11.28 | q     |
| 17            | 2       | Asha Philip             | Grã-Bretanha             | 11.29 | Q     |
| 18            | 3       | Sheri-Ann Brooks        | Jamaica                  | 11.32 | Q     |
| 19            | 6       | Sheniqua Ferguson       | Bahamas                  | 11.33 | Q     |
| 20            | 3       | Myriam Soumaré          | França                   | 11.34 | q     |
| 21            | 4       | Michelle-Lee Ahye       | Trinidad e Tobago        | 11.37 | q     |
| 22            | 2       | Tatjana Pinto           | Alemanha                 | 11.38 | q     |
| 23            | 1       | Mariely Sánchez         | República Dominicana     | 11.41 | q     |
| 23            | 1       | Olesya Povh             | Ucrânia                  | 11.41 | q     |
| 25            | 5       | Stella Akakpo           | França                   | 11.43 |       |
| 26            | 5       | Hanna-Maari Latvala     | Finlândia                | 11.45 |       |
| 27            | 3       | Melissa Breen           | Austrália                | 11.47 |       |
| 28            | 2       | Lina Grinčikaitė        | Lituânia                 | 11.48 |       |
| 29            | 6       | Angela Tenorio          | Equador                  | 11.53 |       |
| 30            | 3       | Cache Armbrister        | Bahamas                  | 11.55 |       |
| 31            | 4       | Toea Wisil              | Papua-Nova Guiné         | 11.61 |       |
| 31            | 2       | Tahesia Harrigan        | Ilhas Virgens Britânicas | 11.61 |       |
| 33            | 5       | Katsiaryna Hanchar      | Bielorrússia             | 11.63 |       |
| 34            | 1       | Kateřina Čechová        | Chéquia                  | 11.67 |       |
| 34            | 6       | Stephanie Kalu          | Nigéria                  | 11.67 |       |
| 36            | 4       | Fong Yee Pui            | Hong Kong                | 12.15 |       |
| 37            | 2       | Lovelite Detenamo       | Nauru                    | 12.35 | SB    |
| 38            | 5       | Vladislava Ovcharenko   | Tajiquistão              | 12.37 |       |
| 39            | 6       | Patricia Taea           | Ilhas Cook               | 12.39 |       |
| 40            | 1       | Yvonne Nalishuwa        | Zâmbia                   | 12.47 |       |
| 41            | 3       | Martina Pretelli        | San Marino               | 12.73 |       |
| 42            | 2       | Hereiti Bernardino      | Polinésia Francesa       | 12.84 | PB    |
| 43            | 6       | Rubie Joy Gabriel       | Palau                    | 13.25 | PB    |
| 44            | 3       | Kabotaake Romeri        | Kiribati                 | 13.39 | PB    |
| 45            | 6       | Pauline Kwalea          | Ilhas Salomão            | 13.53 | SB    |
| –             | 6       | Ruddy Zang Milama       | Gabão                    | DNS   |       |

### Semifinal
Qualificação: Os 2 de cada bateria (Q) e os 2 mais rápidos (q) avançam para a final.
Vento: Bateria 1: −0.4 m/s, Bateria 2: −0.4 m/s, Bateria 3: −0.1 m/s
| Classificação | Bateria | Faixa | Nome                    | Nacionalidade        | Tempo | Notas |
| ------------- | ------- | ----- | ----------------------- | -------------------- | ----- | ----- |
| 1             | 3       | 7     | Shelly-Ann Fraser-Pryce | Jamaica              | 10.87 | Q     |
| 2             | 2       | 6     | Murielle Ahouré         | Costa do Marfim      | 10.95 | Q     |
| 2             | 2       | 7     | Carmelita Jeter         | Estados Unidos       | 10.95 | Q     |
| 4             | 3       | 5     | Kerron Stewart          | Jamaica              | 10.97 | Q     |
| 5             | 2       | 4     | English Gardner         | Estados Unidos       | 11.00 | q     |
| 6             | 3       | 6     | Alexandria Anderson     | Estados Unidos       | 11.01 | q     |
| 7             | 1       | 4     | Blessing Okagbare       | Nigéria              | 11.08 | Q     |
| 7             | 1       | 6     | Octavious Freeman       | Estados Unidos       | 11.08 | Q     |
| 9             | 3       | 4     | Ivet Lalova             | Bulgária             | 11.10 |       |
| 10            | 1       | 7     | Verena Sailer           | Alemanha             | 11.16 |       |
| 11            | 2       | 5     | Ana Cláudia Lemos       | Brasil               | 11.25 |       |
| 12            | 1       | 9     | Schillonie Calvert      | Jamaica              | 11.28 |       |
| 13            | 3       | 2     | Myriam Soumaré          | França               | 11.31 |       |
| 14            | 1       | 2     | Michelle-Lee Ahye       | Trinidad e Tobago    | 11.33 |       |
| 15            | 1       | 5     | Franciela Krasucki      | Brasil               | 11.34 |       |
| 16            | 3       | 9     | Sheniqua Ferguson       | Bahamas              | 11.35 |       |
| 17            | 1       | 8     | Asha Philip             | Grã-Bretanha         | 11.35 |       |
| 18            | 2       | 2     | Nataliya Pohrebnyak     | Ucrânia              | 11.36 |       |
| 19            | 2       | 8     | Sheri-Ann Brooks        | Jamaica              | 11.40 |       |
| 20            | 2       | 9     | Ezinne Okparaebo        | Noruega              | 11.41 |       |
| 21            | 2       | 3     | Mariely Sánchez         | República Dominicana | 11.41 |       |
| 22            | 1       | 3     | Olesya Povh             | Ucrânia              | 11.43 |       |
| 23            | 3       | 8     | Gloria Asumnu           | Nigéria              | 11.44 |       |
| 24            | 3       | 3     | Tatjana Pinto           | Alemanha             | 11.54 |       |

### Final
Vento: −0.3 m/s.
| Colocação         | Faixa | Nome                    | Nacionalidade   | Tempo | Nota |
| ----------------- | ----- | ----------------------- | --------------- | ----- | ---- |
| Medalha de ouro   | 4     | Shelly-Ann Fraser-Pryce | Jamaica         | 10.71 | WL   |
| Medalha de prata  | 6     | Murielle Ahouré         | Costa do Marfim | 10.93 |      |
| Medalha de bronze | 5     | Carmelita Jeter         | Estados Unidos  | 10.94 |      |
| 4                 | 2     | English Gardner         | Estados Unidos  | 10.97 |      |
| 5                 | 8     | Kerron Stewart          | Jamaica         | 10.97 |      |
| 6                 | 7     | Blessing Okagbare       | Nigéria         | 11.04 |      |
| 7                 | 3     | Alexandria Anderson     | Estados Unidos  | 11.10 |      |
| 8                 | 9     | Octavious Freeman       | Estados Unidos  | 11.16 |      |

Legenda
| Recorde mundial       | Recorde mundial (World record)               |                       | Recorde africano                      | Recorde africano (African) |                                           | Q | Classificado por posição (Qualified) |
| Recorde do campeonato | Recorde do campeonato (Championship record)  | Recorde da América    | Recorde da América (Americas)         | q                          | Classificado por melhor tempo (Qualified) |   |                                      |
| Melhor marca do ano   | Melhor marca do ano (World leading)          | Recorde asiático      | Recorde asiático (Asian)              | DNS                        | Não largou (Did not start)                |   |                                      |
| Recorde nacional      | Recorde nacional (National record)           | Recorde europeu       | Recorde europeu (European)            | DNF                        | Não terminou (Did not finish)             |   |                                      |
| Recorde pessoal       | Recorde pessoal do atleta (Personal best)    | Recorde da Oceania    | Recorde da Oceania (Oceania)          | DSQ / DQ                   | Desclassificado (Disqualified)            |   |                                      |
| Recorde da temporada  | Recorde da temporada do atleta (Season best) | Recorde sul-americano | Recorde sul-americano (South America) | NM                         | Sem marca (No mark)                       |   |                                      |